# スコットランド気象協会
スコットランド気象協会（Scottish Meteorological Society) は、スコットランドの気象協会。

## 沿革
エジンバラ郊外に広大な農場を持つデヴィッド・ミルン＝ホーム（DavidMilne-Home）が、気象記録を収集分析して農業生産を改善しようと自らの資金を提供し、スティヴンソン技術事務所のトーマス・スティーブンソンらと協力して1855年に設立された。
気象学者であったアレクサンダー・バッカンが19世紀後半に長らく事務局長を務め、1873年12月、明治政府工部省測量司と協力合意を交わした。
1883年、ベン・ネビス山に気象台を開設した
1921年、協会は王立気象協会と合併した。

## 出版物
- Journal of the Scottish Meteorological Society 、Volume 1（1864）-Volume 18（1917/19）

## 注目のメンバー
- WSブルース
- アレクサンダー・バッカン、天気予報の基礎として天気図を確立したと信じられています
- デビッドミルンホーム、協会評議会議長
- カーギル・ギルストン・ノット、協会会長
- ジョン・マレー、海洋学者
- ロバートトレイルオモンド、ベンネビス天文台の最初の監督
- ジェームズ・スターク博士、協会の初代書記
- トーマス・スティヴンソン、共同創設者兼秘書
- チャールズ・トムソン・リースウィルソン
- クレメント・リンドレー・ラッジ、協会の金メダルを受賞